# Regió de Dodoma
Dodoma és una de les trenta regions administratives en les quals està dividida la República Unida de Tanzània. El 2022 tenia 3.085.625 habitants. La capital de la regió i del país és la ciutat de Dodoma. Té una superfície de 41.310 quilòmetres quadrats que representa 2,5% de ma superfície continental del país.
S'hi troba la Universitat de Dodoma. És la única zona vitivinícola de Tanzània, que és la segona indústria vitivinícola més important de l'Àfrica després de Sud-àfrica.

## Districtes
Aquesta regió és subdividida en cinc districtes:
- Dodoma urbà
- Dodoma rural
- Kondoa
- Kongwa
- Mpwapwa